# Gimnastică la Jocurile Olimpice de vară din 1896 - Cățărarea pe frânghie (masculin)
Proba masculină de gimnastică cățărare pe frânghie a fost una dintre cele opt probe de gimnastică din programul Jocurilor Olimpice de vară din 1896. Ultima probă din cadrul concursului de gimnastică, cățărare pe frânghie, a avut loc pe 10 aprilie 1896. Frânghia avea o lungime de 14 metri și era suspendată de un cadru. Timpul și stilul au fost luate în considerare în clasarea concurenților care au ajuns în vârf, iar distanța urcată i-a separat pe cei care nu au reușit să ajungă până sus. S-au înscris cinci concurenți, iar cei doi greci au obținut primele locuri, fiind singurii care au reușit să termine urcarea. Germanul Fritz Hofmann a obținut medalia de bronz, în timp ce campionii la haltere Viggo Jensen și Launceston Elliot au terminat pe locurile patru și cinci.

## Context
Aceasta a fost prima apariție a probei la Jocurile Olimpice, care a avut loc de patru ori. Proba a mai fost organizată în 1904, 1924 și 1932.

## Formatul competiției
Cățărarea pe frânghie a avut o înălțime de 14 metri, cu o frânghie netedă, fără noduri. Cei care au finalizat urcarea au fost clasificați în funcție de timp și de punctele de stil, iar cei care nu au ajuns în vârf au fost clasificați în funcție de înălțimea urcată.

## Program
Proba de cățărare pe frânghie a avut loc în dimineața celei de-a cincea zile de probe. A fost ultima probă de gimnastică.
| Dată                    | Dată                   | Oră       | Etapă  |
| Gregorian               | Iulian                 | Oră       | Etapă  |
| ----------------------- | ---------------------- | --------- | ------ |
| Vineri, 10 aprilie 1896 | Vineri, 28 martie 1896 | Dimineață | Finală |

## Rezultate
Nu se cunoaște la ce înălțimi au urcat Jensen și Elliot, deși Jensen a urcat mai sus decât Elliot și amândoi au fost sub 12,5 metri. Punctele de stil ale celor care au terminat nu sunt cunoscute. Andriakopoulos a terminat în 23,4 secunde, mai repede decât Xenakis, deși timpul lui Xenakis nu este cunoscut.
| Loc | Sportiv                 | Țară           | Înălțime (m) |
| --- | ----------------------- | -------------- | ------------ |
| 1   | Nikolaos Andriakopoulos | Grecia         | 14,0         |
| 2   | Thomas Xenakis          | Grecia         | 14,0         |
| 3   | Fritz Hofmann           | Germania       | 12,5         |
| 4   | Viggo Jensen            | Danemarca      | Necunoscut   |
| 5   | Launceston Elliot       | Marea Britanie | Necunoscut   |